# Літургійні кольори

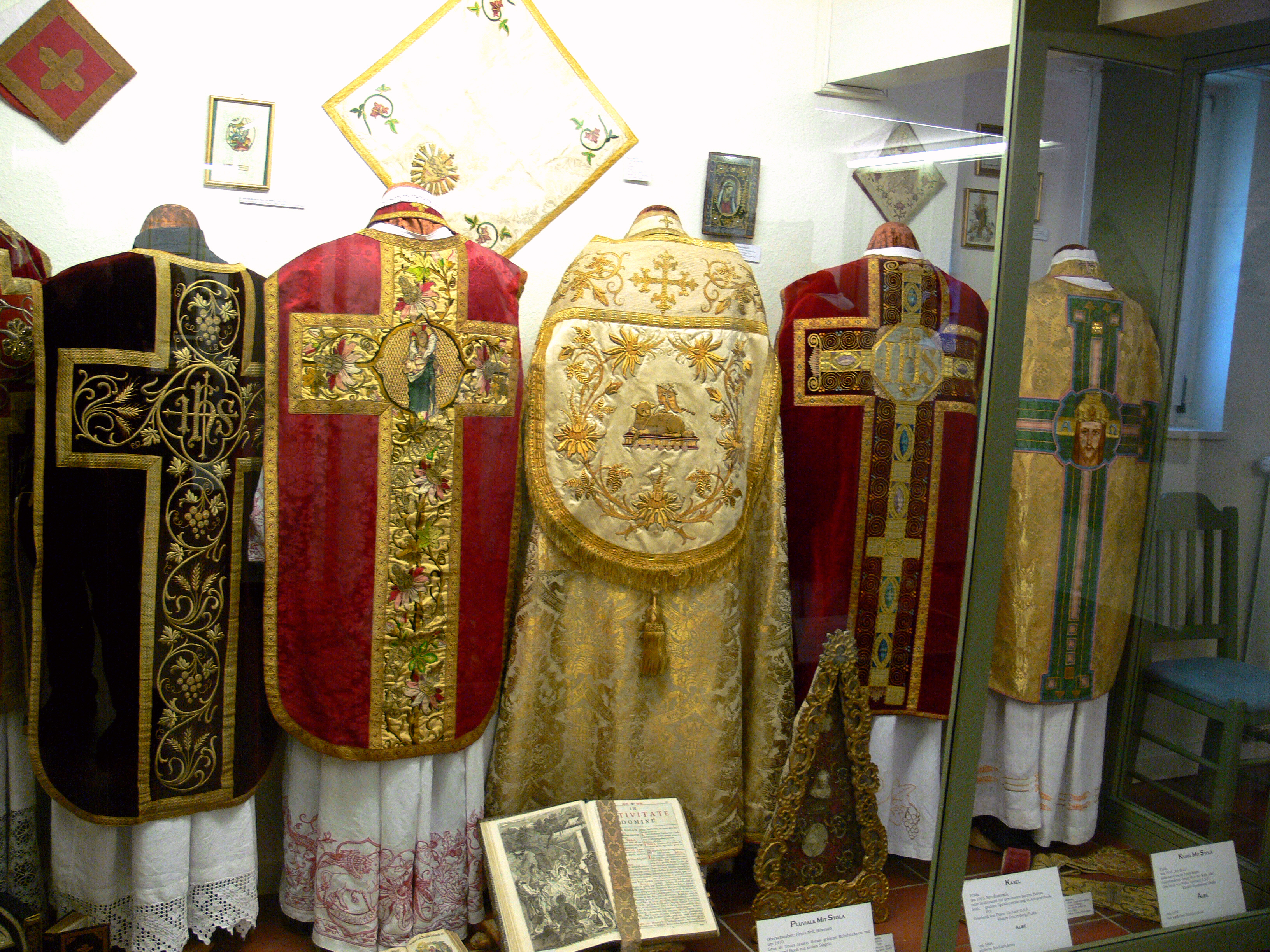
Літургійні ризи різних кольорів

Літургійні кольори — це кольори, що використовуються для літургійного одягу та елементів декору в контексті християнської літургії. Символіка фіолетового, білого, зеленого, червоного, золотого, чорного, рожевого та інших кольорів може служити для надання особливого настрою певному періоду літургійного року або підкреслення конкретної нагоди.
Існує різниця між кольорами духовенства, які вони носять під час літургійних святкувань, та їхнім хоровим вбранням, яке майже не змінюється залежно від літургійного періоду.

## Латинська церква

### Пореформні норми
У римському обряді, який був реформований під час ІІ Ватиканського собору, під час обрядів використовуються такі кольори  .
| Колір      | Обов’язкове використання | Інше використання |
| ---------- | --- | --- |
| Зелений    | - Неділі та будні протягом звичайного періоду | |
| Фіолетовий | - Неділі та будні дня Адвенту - Неділі та будні Великого посту - Таїнство примирення - Таїнство помазання хворих | - Поминання померлих віруючих - Меси та години літургії за померлих                                                                                     |
| Рожевий    | | - Гаудетська неділя (Третя неділя Адвенту) - Неділя Лаетаре (Четверта неділя Великого посту)                                                            |
| Білий      | - Період Різдва Господнього - Великодній період - Святий Господь Ісус Христос (не пов'язаний з Його Страстями) - Свято Пресвятої Діви Марії - Святі ангели - Свята святих (не мучеників) - Святий Іоанн - Свято собору Святого апостола Петра - Свято Навернення Апостола Павла - Народження Іоанна Хрестителя - Гелловін - Таїнство хрещення - Таїнство шлюбу - Таїнство священства | - Меса та Літургія годин за померлих, де місцева конференція єпископів це дозволила . - Обітні меси та інші меси, де зазвичай використовується зелений. |
| Червоний   | - Вербна неділя - Хороша п'ятниця - П'ятидесятниця - Святі Страсті Господні - Свята мучеників, апостолів та євангелістів - Таїнство конфірмації | - Обітні Меси про Святого Духа . - Поховання Папи Римського (За давнім візантійським звичаєм червоний колір є кольором смутку для папи)                 |
| Чорний     | | - Пам’ять усіх померлих віруючих - Меса за померлих |

У більш урочисті дні (свята) ви можете одягати найдорожчі літургійні ризи, навіть якщо вони мають непідписаний колір. Такий одяг може бути виготовлений, наприклад, в золоті або сріблі. Конференція Єпископів може визначити та запропонувати Апостольському офісу адаптацію до місцевих потреб та культури народів  .
Ритуальні меси відправляють у встановленому кольорі, або в білому, або в урочистому кольорі. Меси з різними потребами подаються у кольорі поточного дня чи літургійного періоду, або у фіолетовому кольорі, якщо вони мають болісний характер. Масові Вативні відбуваються у власному масовому кольорі або в кольорі, що відповідає поточному дню чи літургійному періоду  .
Регламент допускає такі зміни:
- Синій колір, який асоціюється з Дівою Марією, дозволений для святкування Непорочного Зачаття в Іспанії, а також у деяких єпархіях Португалії, Мексики та Південної Америки . На Філіппінах це дозволено на всі свята Богородиці, і без офіційного дозволу використовується така роль в інших місцях. Бувають також випадки надмірного використання блакитної фіалки замість цього під час Адвенту [5] .
- Білий або золото традиційно використовували під Новий рік з 16 по 24 грудня в Іспанії. У 50-х роках минулого століття цей звичай перестав застосовуватися, але досі широко застосовується на Філіппінах. Білий колір також використовується в масових заходах померлих у Південній Азії, де білий колір є традиційним кольором смутку в місцевих культурах. Крім того, якщо у великої кількості священиків не вистачає літургійних шат, білий колір можна застосовувати до всіх концелебрантів .
- Фіолетовий або чорний часто дозволяється використовувати в національні дні пам’яті загиблих солдатів. Наприклад, у Канаді його використовують у День пам’яті (День пам’яті).

### Дореформені норми
Римська Імша у версії Папи Римського Івана XXIII (1962) була дозволена для використання в надзвичайній формі римського обряду Папою Бенедиктом XVI у 2007 році після публікації motu proprio Summorum Pontificum . Цей перегляд Маси включав зміни, внесені Іоанном XXIII до motu proprio Rubricarum instructum 29 липня 1960 р.  Використання літургійних кольорів у різних варіантах дореформаційної літургії було таким.
| Колір      | 1920—1955 | 1955—1960 | 1960—1969 |
| ---------- | --- | --- | --- |
| Фіолетовий | - Сухі дні - Хрестові дні - Чування святого апостола Андрія - Чування святого апостола Фоми - Різдвяне чування - Свято святих немовлят (якщо воно припадає на будній день) - Жертва Господа (освячення та процесія свічок) - Чування святого апостола Матвія (лише у високосний рік) - Неділя Septuagesima, Sexagesima і сиропустной неділю - Вербна неділя (освячення пальм, процесія та меса) - Велика субота (обряди перед месою) - Чування П'ятидесятниці (обряди перед месою) - Бдіння Різдва Св. Івана Хрестителя - Чування святого апостола Якова - Бдіння Успіння Пресвятої Богородиці - Бдіння святих апостолів Симона та Юди - Бдіння до всіх святих - Поминання всіх померлих віруючих (лише під час сорокагодинної служби) - Таїнство хрещення (вступні обряди та екзорцизм ) | - Сухі дні - Хрестові дні - Різдвяне чування - Свято святих немовлят (якщо воно припадає на будній день) - Жертва Господа (освячення та процесія свічок) - Неділі Септугегесіма, Сексагесіма та Квінкуегесіма - Вербна неділя (лише для меси) - Страсна п’ятниця (лише для причастя) - Великоднє чування (обряди перед месою) - Чування П'ятидесятниці (обряди перед месою) - Бдіння Різдва Св. Івана Хрестителя - Бдіння Успіння Пресвятої Богородиці - Поминання всіх померлих віруючих (лише під час сорокагодинної служби) - Таїнство хрещення (вступні обряди та екзорцизм) | - Сухі дні - Хрестові дні - Різдвяне чування - Неділі Септугегесіма, Сексагесіма та Квінкуегесіма - Вербна неділя (лише для меси) - Страсна п’ятниця (лише для причастя) - Великоднє чування (обряди перед месою) - Чування П'ятидесятниці (обряди перед месою) - Бдіння Різдва Св. Івана Хрестителя - Бдіння святих апостолів Петра і Павла - Чування святого Лаврентія - Бдіння Успіння Пресвятої Богородиці - Поминання всіх померлих віруючих (лише під час сорокагодинної служби) - Таїнство хрещення (вступні обряди та екзорцизм) |
| Рожевий    | - Гаудетська неділя (Третя неділя Адвенту) - Неділя Лаетаре (Четверта неділя Великого посту) | - Неділя Гаудет - Неділя Laetare | - Неділя Гаудет - Неділя Laetare |
| Білий      | - Октава Непорочного Зачаття - Октава святого Іоанна - Бдіння Одкровення Господнього - Октава Одкровення Господнього - Октава святого Йосифа - Бдіння Вознесіння Господнього - Октава Вознесіння Господнього - Октава Божого тіла - Октава Пресвятого Серця - Октава Різдва Св. Івана Хрестителя - Октава Успіння Марії - Октава всіх святих - Таїнство конфірмації | - Бдіння Вознесіння Господнього - Таїнство конфірмації | - Бдіння Вознесіння Господнього - Таїнство конфірмації |
| Червоний   | - Октава святого Стефана - Октава святих немовлят - Октава П'ятидесятниці - Октава святих апостолів Петра і Павла | - Октава П'ятидесятниці | - Октава П'ятидесятниці |
| Чорний     | - Хороша п'ятниця - Поминання всіх померлих віруючих (поза сорокагодинною службою) - Меса за померлих | - Страсна п’ятниця (основна літургія) - Поминання всіх померлих віруючих (поза сорокагодинною службою) - Меса за померлих | - Страсна п’ятниця (основна літургія) - Поминання всіх померлих віруючих (поза сорокагодинною службою) - Меса за померлих |

Папа Пій X підняв ступінь святкування неділі в звичайний період, тому в ті неділі приходять певні октави, целебраватца сталі зеленого кольору замість октави, де  .
Правила, що стосуються літургійних кольорів до часів Папи Пія X, по суті були тими ж, що викладені в Римському місалі Папи Пія V (1570), за винятком свят, доданих у цей період, яких ще не було в цій Месі. Описана там кольорова схема відображає їх використання, яке склалося в Римі до XII століття.

## Візантійський обряд
Візантійський обряд, яким користуються всі православні церкви, а також східно-католицькі церкви візантійського обряду, не має універсальної системи кольорів, а офіційні книги візантійської традиції вказують лише на те, що колір повинен бути «світлим» або «темним». У грецькій традиції для святкових свят використовують каштановий або коричневий кольори, а в інші дні застосовують ряд інших кольорів, найпоширенішими з яких є золото та білий.
Слов’янські православні церкви та греко-католицькі церкви під впливом західних традицій прийняли власний цикл літургійних кольорів. Можливі розбіжності між окремими громадами, але загалом кольори у візантійській літургії застосовуються наступним чином.
| Колір                         | Спільне використання                                                                                       | Інше використання |
| ----------------------------- | --- | --- |
| Золото                        | - Якщо не вказано інше                                                                                     | |
| Синій                         | - Пресвята Богородиця - Свята святих Архангелів                                                            | - Церкви, присвячені Богородиці, за замовчуванням можуть використовувати синій колір, а не золото. - Подекуди блакитний колір наносять на свято Водохреща . - У багатьох місцях під час Великого посту використовується синій колір (крім свята Преображення Господнього). |
| Фіолетовий або темно-червоний | - Суботи та неділі Великого посту                                                                          | - У багатьох місцях фіолетовий та / або малиновий використовуються лише у будні Великого посту, тоді як світлі кольори (золотий або білий) застосовуються в суботу та неділю.                                                                                              |
| Червоний                      | - Великий Четвер - Святий Хрест - Смерть Івана Хрестителя - Священномученики - Різдвяний піст - Пост Петра | - Великдень ( Афон і Єрусалим ) - Різдво (Афон та Єрусалим) - Пресвята Богородиця (Афон) - Подекуди під час Великого посту використовують червоний колір (крім свята Преображення Господнього).                                                                            |
| Зелений                       | - Вербна неділя - П'ятидесятниця - Святі святі ченці                                                       | - Святий Хрест (в деяких місцях, таких як Єрусалим) |
| Чорний                        | - Будні під час Великого посту - Будні протягом Страсного тижня (крім Великого четверга )                  | - Чорний колір більше поширений у слов’янській традиції, ніж у грецькій. |
| Білий                         | - Великдень - Різдво - Богоявлення - Інші великі свята - Господа Ісуса Христа                              | - Похорони (цілий рік, навіть під час Страсного тижня) |

Кольори змінюються перед Вечірнею напередодні літургійного дня. Під час великих свят колір змінюється перед вечірньою службою, яка починається з першого дня передсвяткових днів, і зберігається до останнього дня післясвяткових днів .
Під впливом Заходу чорний колір часто використовувався в слов’янських церквах для похоронів, буднів, Великого посту та Страсного тижня на знак покаяння та смутку, але у другій половині ХХ століття давній білий колір став більш популярним як символ надії на Воскресіння.

## Російська православна церква
Відповідно до Настільної книги священика, виданої Російською православною церквою, протягом літургійного року можна використовувати до восьми літургійних кольорів. Їх використання може мати варіанти, але в основному вони використовуються наступним чином.
| Колір                         | Спільне використання | Ще одне використання                                                                                            |
| ----------------------------- | --- | --- |
| Золото                        | - Святий Господи Ісусе Христе - Святі пророки - Свята апостолів - Свята святих - У випадках, коли інший колір не призначений | |
| Синій                         | - Пресвята Богородиця - Свята безтілесних сил - Пресвята Богородиця                                                          | - П'ята п'ятниця Великого посту - Успенський піст перед Вознесінням Хреста, а також Адвент (типово для русинів) |
| фіолетовий або темно-червоний | - Святий Хрест - Великий Четвер - Суботи та неділі Великого посту                                                            | - Будні Великого посту                                                                                          |
| Червоний                      | - святі мученики | - Великдень (приклади такого використання є на Афоні та в Єрусалимі) - Різдво (Афон та Єрусалим)                |
| Зелений                       | - Вербна неділя - П'ятидесятниця - День Святої Трійці - Свята Преподобних - Свята подвижників - Свята юродивих               | - П'ятидесятниця до дня апостолів Петра і Павла (русини)                                                        |
| Чорний                        | - Будні Великого посту | - Похорони, спогади та літургії буднів (русини)                                                                 |
| Білий                         | - Богоявлення - Благовіщення - Трансформація - Вознесіння - Похорони                                                         | - Різдво |
| Оранжевий                     | | - Пост Петра - Від свята Петра і Павла до свята Преображення Господнього                                        |

Символіка кольорів у традиції Російської православної церкви ґрунтується, серед іншого, на спектральних якостях світла. Білий, згідно з традицією, символізує нестворене світло Бога, що включає всі інші кольори. Золотий колір також має подібну символіку завдяки сонячному блиску. Це також означає багатство, гідність, королівську владу. На додаток до цього, традиція використовує сім кольорів спектра сонячного світла, і тому існує багато паралелей з біблійним і традиційним використанням та символікою числа сім (сім Таїнств, шість днів творення і один відпочинок, Трійця і чотири Євангелія тощо). e.). З цих трьох кольорів є «нествореними» (червоний, жовтий і синій), а решта чотири (оранжевий, зелений, синій, фіолетовий) — створені з перших трьох (символ і створення нествореної Трійці).

## Коптський та ефіопський обряди
У коптській православній та католицькій традиції, яка також зустрічається в Етіопії та Еритреї, використовуються лише білі літургійні ризи, а золото та срібло вважаються білими варіантами.

## Церква Англії

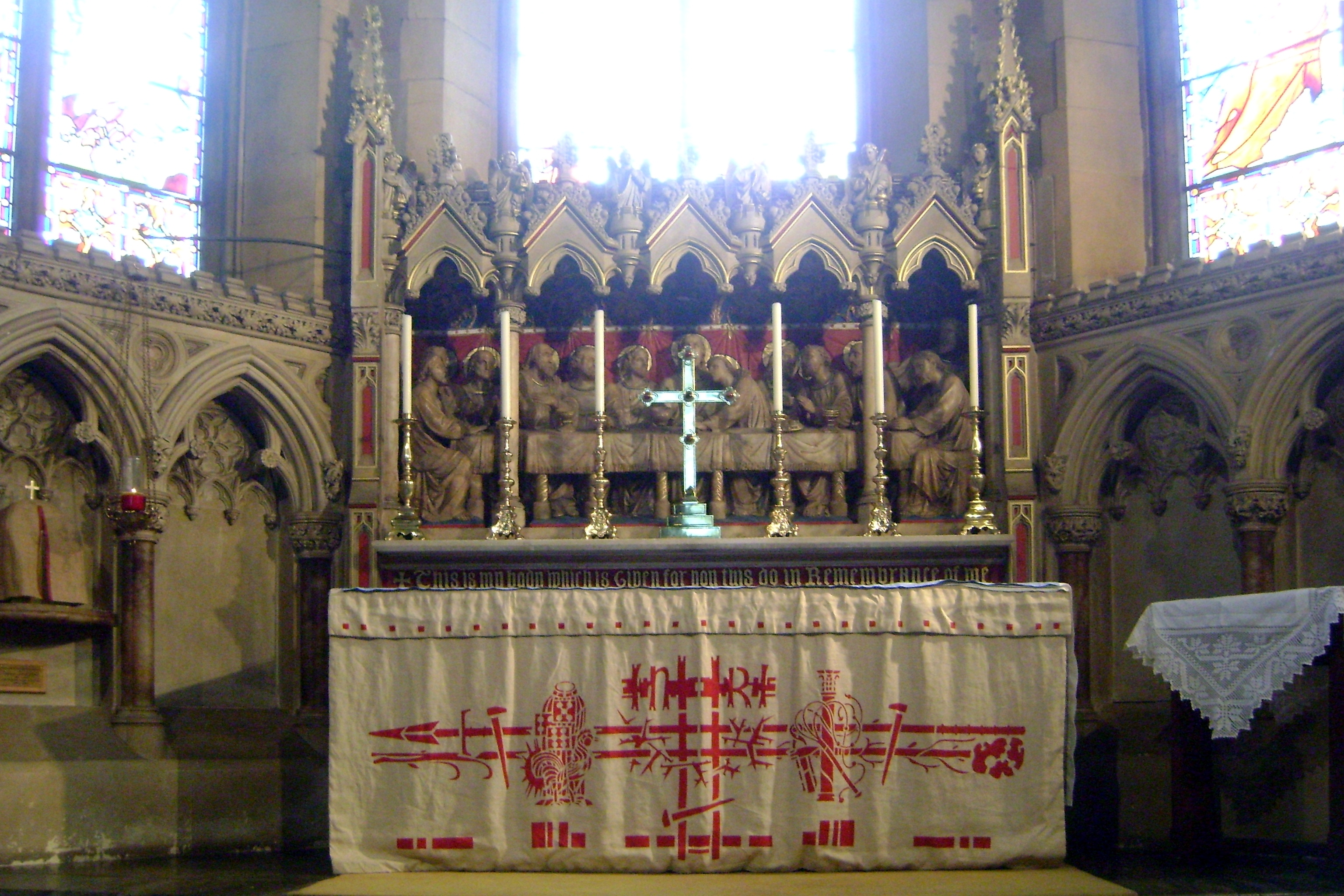
Використання невибіленого льону на англіканському вівтарі під час Великого посту

Більшість англіканських церков використовують кольори, прописані в римському обряді, як правило, у його дореформованій версії, за винятком того, що синій колір використовується під час Адвенту замість фіолетового. У деяких місцях чорний колір використовується для похоронних служб, хоча більш поширеними є білий та фіолетовий.
З історичних причин більшість світової англіканської громади дотримується практики Церкви Англії. Після виходу в 1980 році книги альтернативного (англ. Alternative Service Book   були практичними порадами щодо вибору квітів в сезонах літургійного року. Також докладні рекомендації публікуються в лекційних залах, і вони майже повністю збігаються із системою кольорів, наведеною вище для римського обряду (після реформи) за деякими винятками:
- не згадується про використання кольорів у зв'язку зі смертю пап або кардиналів ;
- для Великої суботи не пропонуються кольори;
- рекомендація червоного для обряду конфірмації також поширюється на обряд таїнства священства ;
- небілений льон пропонується як альтернатива фіолетовому під час Великого посту ;
- можна використовувати червоний замість зеленого під час «Періоду Царства» ( англ. Kingdom Season   of  - чотири останньої неділі літургійного року, який закінчується неділею Христа Царя;
- нарешті, білий пропонується для неділі від Одкровення Господнього до Жертви Господньої : цей час об’єднаний в окремий «період Одкровення».

Колірна гамма, запропонована Церквою Англії, також вказує, коли використовувати золоті шати в тих церквах, де золото та білий різні кольори. Використання рожевого одягу, як у римському обряді, представлено як варіант у щорічних лекційних залах, але пізніші видання називають це «традицією».

## Лютеранство

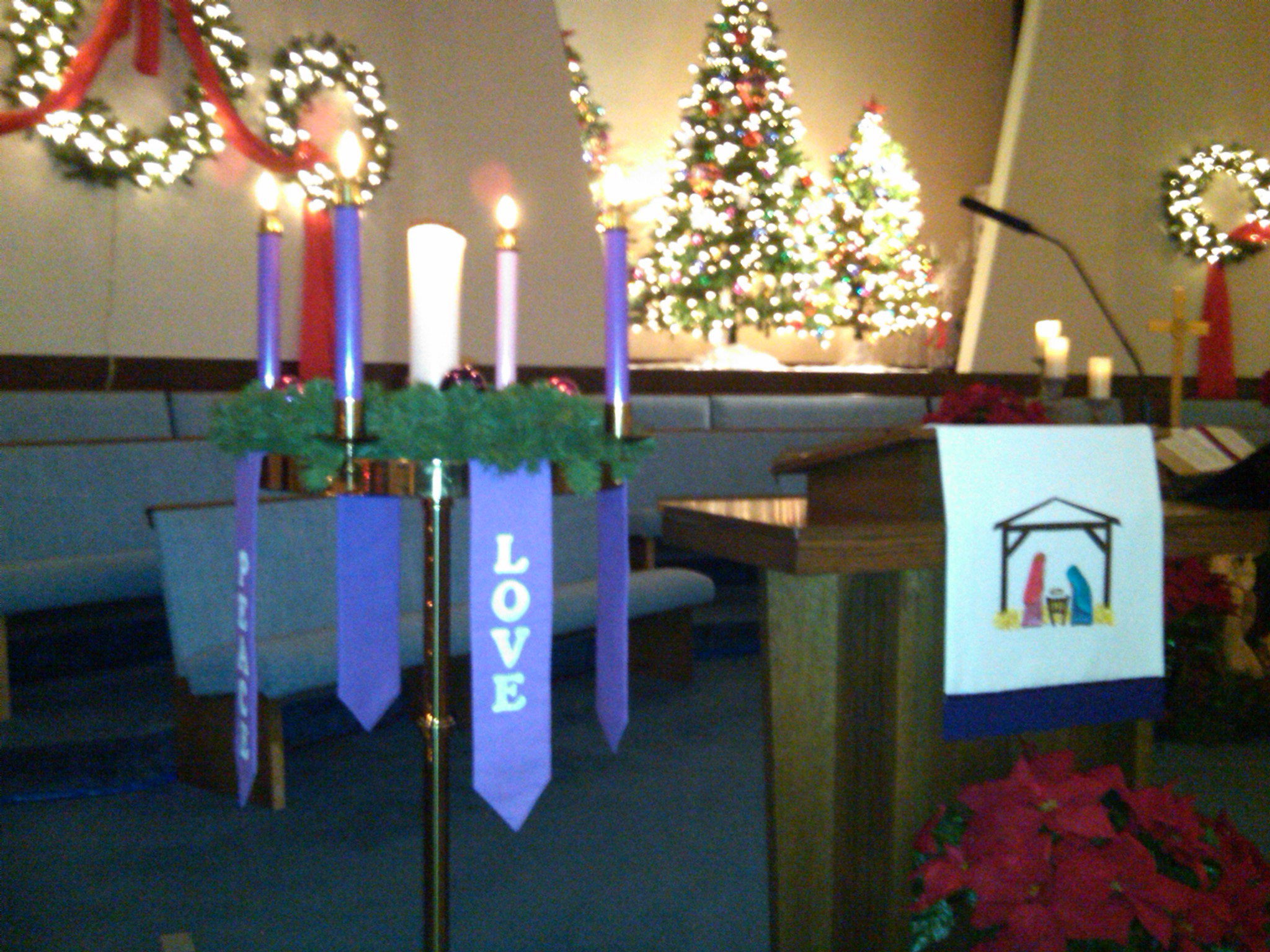
Білий кольоровий парамент звисає з кафедри, вказуючи на те, що поточний літургійний сезон - Різдвяний приплив. Той факт, що у центрі адвентного вінка запалена Христова свічка, також свідчить про те, що Різдво прийшло. (Методистська церква в Новій Філадельфії, Огайо, 2011)

Євангелічно-лютеранська церква в Америці (ELCA) використовує ту саму колірну гамму, що і англіканці та скандинавські лютерани, але використовує золото лише для Пасхальної Вігілії та Великодньої неділі. Більше тижня замість насиченого червоного кольору використовували ала. Громади, які не мають цього кольору, використовують фіолетовий від Вербної неділі до Великої Середи та білий у Великий Четвер. Чорний колір, який традиційно використовували англіканці для Страсної п’ятниці та похоронів, використовувався на ELCA лише в Попільну середу, але з виходом нового Євангельсько-лютеранського молитовника, який замінив Лютеранську книгу молитви, чорний більше не рекомендується використовувати для Попелистої середи чи Страсної п’ятниці. кольору, а на Страсну п’ятницю не призначають жодного кольору. Крім того, нове видання молитовника пропонує синій (або фіолетовий як варіант) для періоду Адвенту, що відображає традиційне використання синього в скандинавських лютеранських церквах.
Також Лютеранська церква - Міссурійський синод (LCMS), Вісконсинський євангелічно-лютеранський синод (WELS) та Об'єднана методистська церква використовують подібну систему, але використовуючи фіолетовий колір як основний як для Адвенту, так і для Великого посту (синій може бути варіантом лише для ), а на Різдво та Великдень замість білого - золото. WELS також використовує червоний колір під час "Кінець світу", час роздумів про книгу Апокаліпсис . Всі три громади носять червоний колір в останню неділю жовтня на святкування Реформації 31 жовтня, коли Мартін Лютер прибив 95 тез до дверей церкви Віттенберга.

## Протестанти
Деякі протестантські церкви, історично склалися методисти, а сьогодні багато протестантських основних громад, використовують кольорову гаму, подібну до англіканської та латинської, хоча ця практика не є повсюдною. У багатьох протестантських церквах взагалі не використовуються літургійні кольори.

## Сарумський обряд
Обряд Сарум застосовувався в середньовічній Англії до Реформації і мав особливий набір літургійних кольорів. Після відродження англо-католицизму в XIX столітті деякі громади Англійської Церкви почали застосовувати літургійні кольори обряду Сарум, щоб отримати певний англійський вираз католицизму, а не римського. Точні літургійні кольори сарумського обряду залишаються предметом дискусій, але сучасні користувачі цих кольорів стверджують, що блакитний колір зберігся на Адвент, а під час посту використовували невибілений льон . Обряд Сарум ніколи не отримував офіційного схвалення Англійської Церкви, але вплинув на багато соборів цієї церкви.